# Matt King
Matthew "Matt" King, född 19 februari 2002, är en amerikansk simmare.

## Karriär
I juli 2023 vid VM i Fukuoka var King en del av USA:s kapplag som tog silver på 4×100 meter mixed frisim och brons på 4×100 meter frisim. Han erhöll även ett guld efter att ha simmat försöksheatet på 4×100 meter medley där USA sedermera tog medalj i finalen.
I februari 2024 vid VM i Doha var King en del av USA:s kapplag som tog guld på 4×100 meter medley samt brons på både 4×100 meter frisim och 4×100 meter mixed frisim.